# Новосельское сельское поселение (Ленинградская область)
Новосе́льское се́льское поселе́ние — муниципальное образование в Сланцевском районе Ленинградской области.
Административный центр — деревня Новоселье.

## Географическое положение
Поселение расположено в южной части Сланцевского района.
- Граничит:
  - на северо-западе: с Выскатским сельским поселением
  - на северо-востоке: с Старопольским сельским поселением
  - на юго-востоке: с Лужским районом
  - на юге: с Гдовским и Плюсским районами Псковской области

По территории поселения проходят автодороги:
- 41К-020 (Сижно — Будилово — Осьмино)
- 41К-162 (Заручье — Шавково)
- 41К-163 (Менюши — Каменец)
- 41К-782 (Новоселье — Засторонье)
- 41К-794 (Гусева Гора — Малышева Гора)
- 41К-795 (Заяцково — Жилино)
- 41К-807 (Рудно — Пустынька — Рыжиково)
- 41К-809 (Гусева Гора — Куричек)

Расстояние от административного центра поселения до районного центра — 34 км.

## История
В ноябре 1928 года в результате объединения Наволокского и частично Гверездненского сельсоветов в составе Рудненского района Лужского округа Ленинградской области был образован Новосельский сельсовет. 
10 августа 1933 года Рудненский район был ликвидирован, Новосельский сельсовет передан в состав Гдовского района. 
11 марта 1941 года Новосельский сельсовет вошёл в состав вновь образованного Сланцевского района. 
16 июня 1954 года к сельсовету была присоединена территория упразднённого Рудненского сельсовета.
18 января 1994 года постановлением главы администрации Ленинградской области № 10 «Об изменениях административно-территориального устройства районов Ленинградской области» Новосельский сельсовет, также как и все другие сельсоветы области, был преобразован в Новосельскую волость.
1 января 2006 года в соответствии с областным законом № 47-оз от 1 сентября 2004 года «Об установлении границ и наделении соответствующим статусом муниципального образования Сланцевский муниципальный район и муниципальных образований в его составе» было образовано Новосельское сельское поселение, в его состав вошла территория бывшей Новосельской волости.

## Население
| 2006  | 2010  | 2011  | 2012  | 2013  | 2014  | 2015  |
| ----- | ----- | ----- | ----- | ----- | ----- | ----- |
| 1200  | ↘1121 | →1121 | ↗1203 | ↗1282 | ↗1363 | ↗1617 |
| 2016  | 2017  | 2018  | 2019  | 2020  | 2021  | 2023  |
| ↗1659 | ↗1687 | ↗1699 | ↘1671 | ↘1640 | ↗1912 | ↘1873 |
| 2024  | 2025  |       |       |       |       |       |
| ↘1843 | ↘1753 |       |       |       |       |       |

## Состав сельского поселения
В состав сельского поселения входят 34 деревни:
| №  | Населённый пункт | Тип населённого пункта          | Население   |
| -- | ---------------- | ------------------------------- | ----------- |
| 1  | Великое Село     | деревня                         | ↗42 (2017)  |
| 2  | Воронино         | деревня                         | ↗4 (2017)   |
| 3  | Гусева Гора      | деревня                         | ↗264 (2017) |
| 4  | Дубок            | деревня                         | ↗129 (2017) |
| 5  | Ждовля           | деревня                         | ↘5 (2017)   |
| 6  | Жилино           | деревня                         | ↘5 (2017)   |
| 7  | Заовражье        | деревня                         | ↗105 (2017) |
| 8  | Засторонье       | деревня                         | →5 (2017)   |
| 9  | Захрелье         | деревня                         | ↘1 (2017)   |
| 10 | Заяцково         | деревня                         | ↘1 (2017)   |
| 11 | Изборовье        | деревня                         | ↗32 (2017)  |
| 12 | Каменец          | деревня                         | ↘2 (2017)   |
| 13 | Кислино          | деревня                         | ↗32 (2017)  |
| 14 | Климатино        | деревня                         | ↗15 (2017)  |
| 15 | Куричек          | деревня                         | ↗33 (2017)  |
| 16 | Леонтьевское     | деревня                         | ↘13 (2017)  |
| 17 | Луг              | деревня                         | ↘2 (2017)   |
| 18 | Лужицы           | деревня                         | ↘1 (2017)   |
| 19 | Малафьевка       | деревня                         | ↘4 (2017)   |
| 20 | Малышева Гора    | деревня                         | ↗36 (2017)  |
| 21 | Марьково         | деревня                         | →8 (2017)   |
| 22 | Наволок          | деревня                         | ↘1 (2017)   |
| 23 | Надруя           | деревня                         | ↗8 (2017)   |
| 24 | Намежки          | деревня                         | →2 (2017)   |
| 25 | Негуба           | деревня                         | ↗12 (2017)  |
| 26 | Новая Нива       | деревня                         | ↘4 (2017)   |
| 27 | Новоселье        | деревня, административный центр | ↗698 (2017) |
| 28 | Перницы          | деревня                         | ↘9 (2017)   |
| 29 | Пустынька        | деревня                         | →2 (2017)   |
| 30 | Рудно            | деревня                         | ↗79 (2017)  |
| 31 | Рыжиково         | деревня                         | ↗26 (2017)  |
| 32 | Филатово         | деревня                         | ↗53 (2017)  |
| 33 | Хрель            | деревня                         | ↘7 (2017)   |
| 34 | Шавково          | деревня                         | ↗57 (2017)  |